# Ocell del paradís d'Helena
L'ocell del paradís d'Helena (Parotia helenae) és un ocell de la família dels paradiseids (Paradiseidae).

## Hàbitat i distribució
Habita els boscos de les muntanyes del sud-est de Nova Guinea.

## Taxonomia
Considerat sovint una subespècie de Parotia lawesii